# Jenő Ádám
Jenő Ádám (* 12. Dezember 1896 in Szigetszentmiklós; † 15. Mai 1982 in Budapest) war ein ungarischer Komponist, Musikpädagoge, Dirigent und Volksliedforscher.

## Leben und Werk
Jenő Ádám begann früh mit Violin- und Klavierunterricht. Von 1911 bis 1915 erhielt er Unterricht im Orgelspiel und in Musiktheorie an der Budapester Lehrerbildungsanstalt. Als Soldat geriet er im Ersten Weltkrieg in russische Kriegsgefangenschaft und war in von 1916 bis 1920 in Russland. Dort leitete er einen Männerchor und ein Sinfonieorchester. In Tatarsk und gründete er eine Musikschule.
Von 1921 bis 1925 studierte er an der Musikhochschule in Budapest Komposition bei Zoltán Kodály. In den 1920er und 1930er Jahren sammelte er ungarische Volkslieder. 1929 wurde er an der Musikhochschule in Budapest zum Professor ernannt.  Ab 1929 leitete er Chor und Orchester der Budapester Musikhochschule, das Orchester bis 1939 den Chor bis 1954. 1933 bis 1935 studierte er bei Felix Weingartner in Basel in seinem Meisterkurs Dirigieren. Von 1939 bis 1959 unterrichtete er als Professor an der Musikhochschule Ungarische Volksmusik, Chorleitung, und Methodik und er war Leiter des Musiklehrerseminars. Die Gesangsprofessur an der Musikhochschule hatte er von 1942 bis 1957 inne.
1929 begann seine Karriere als Dirigent mit einer Aufführung der Jahreszeiten von Joseph  Haydn. Ab diesem Jahr bis 1934 war Zweiter Dirigent des Budapester Chor- und Orchestervereins.  Er machte mit dem Männerchor Budai Dalárda [Sängerverein Buda], den er von 1933 bis 1942 leitete, Konzertreisen nach Jugoslawien, Deutschland und Skandinavien. 1935 bis 1936 leitete er den Budapester Palestrina-Chor. 1941 leitete er die ungarische Erstaufführung von Dido and Aeneas von Henry Purcell. Er war führender ungarischer Dirigent bei Aufführungen von Werken Georg Friedrich Händels.
Seit 1935 hat er in enger Kooperation mit Kodály in Ungarn eine Reform des Musikunterrichts erarbeitet und durchgeführt. Darüber hinaus publizierte er mit diesem eine Reihe von Lehrbüchern. Hierdurch wurde er zum Mitbegründer des ungarischen musikpädagogischen Systems.
1957 erhielt Ádám den Kossuth-Preis.

## Werke (Auswahl)

### Lied- und Chorsammlungen
- Népdalkorusok [Volkslieder], Magyar Kórus, Budapest, 1933 OCLC 80621806 I Elindultam szép hazámból II Általmennék III Cifra nóta IV Somogy-Balatoni nóták V A szegény juhász nótája
- Népdalkórusok : negyven magyar népdal vegyeskari feldolgozásban [Volkslieder: vierzig ungarische Volkslieder in Bearbeitungen für gemischten Chor], gemeinsam herausgegeben mit Kálmán Graff, Pál Kadosa, Sándor Veress und Lajos Bárdos., Magyar Kórus, Budapest, 1934 als Nummer 2 der Reihe Éneklő Magyarország [Singen in Ungarn] OCLC 80621806
- Népdalkórusok : negyven magyar népdal és négy kánon vegyeskarra [Volkslieder: vierzig ungarische Volkslieder und vier Kanons für gemischten Chor], gemeinsam herausgegeben mit Lajos Bárdos und anderen. Mit einer Einführung von Aladár Tóth, Magyar Kórus, Budapest, 1938 OCLC 223416301
- Népdalkórusok für gemischten Chor a capella, gemeinsam herausgegeben mit Lajos Bárdos Kálmán Nádasdy, Sándor Veress, Magyar Kórus, Budapest, 1938 OCLC 775585852
- Himnusz és Szózat, für verschiedene Chöre, herausgegeben von Jenő Ádám, Magyar Kórus, Budapest, 1939 OCLC 781075060
- Fallalla, dreißig Madrigale von Meistern der Renaissance und des Barock, herausgegeben von Jenő Ádám und anderen in Übersetzungen von Miklós Forrai, Magyar Kórus, Budapest, 1939 OCLC 909330647
- Énekeskönyv. Népiskolák. [Liederbuch. Volksschulen], gemeinsam mit Zoltán Kodály herausgegeben, Magyar Kórus, Budapest, 1943 OCLC 843515340
- Hajnalcsillag, ungarische Volksliedbearbeitungen für Männerchor, gemeinsam mit  Sándor Veress herausgegeben, enthält Werke von Jenő Ádám, György Deák Bárdos, Lajos Bárdos, Ferenc Farkas, László Halmos, Gábor Lisznyay Szabó, Sándor Veress und József Péter, Magyar Kórus, Budapest, 1943 OCLC 605887960
- Szólj síp, Liederbuch für Volksschulen Band 1, gemeinsam mit Zoltán Kodály herausgegeben, Magyar Kórus, Budapest, 1943 OCLC 910057484
- Lánc-lánc, Liederbuch für Volksschulen Band 2, gemeinsam mit Zoltán Kodály herausgegeben, Magyar Kórus, Budapest, 1943 OCLC 910057485
- Csipkefa, Liederbuch für Volksschulen Band 3, gemeinsam mit Zoltán Kodály herausgegeben, Magyar Kórus, Budapest, 1943 OCLC 910057486
- Vígan-vígan, Liederbuch für Volksschulen Band 4, gemeinsam mit Zoltán Kodály herausgegeben, Magyar Kórus, Budapest, 1943 OCLC 910057494
- Besüt a nap, Liederbuch für Volksschulen Band 5, gemeinsam mit Zoltán Kodály herausgegeben, Magyar Kórus, Budapest, 1943 OCLC 910057495
- Repülj fecském, Liederbuch für Volksschulen Band 6, gemeinsam mit Zoltán Kodály herausgegeben, Magyar Kórus, Budapest, 1947 OCLC 897171092
- Liederbuch für Volksschulen Band 7, gemeinsam mit Zoltán Kodály herausgegeben, Magyar Kórus, Budapest, 1947 OCLC 897171093
- Dunántúli daloskönyv [Transdanubisches Liederbuch], 107 ungarische Volkslieder, herausgegeben von Jenő Ádám und anderen,  Magyar Kórus, Budapest, 1947 OCLC 909331007
- 35 ungarische Volkslieder, herausgegeben von Jenő Ádám, Zenemükiadó Vállalat, Budapest, 1952 OCLC 318026029
- Két szál pünkösdrózsa,  Ungarische Volkslieder für Volksorchester instrumentiert,  Zenemükiadó Vállalat, Budapest, 1953 OCLC 7354849 OCLC 472512760I Csak titokban  II Szép violám III Menyasszony-völegény IV Lakodalmas
- Virágim, virágim [Meine Blumen, meine Blumen],  Arrangements von Volksliedern ungarischer Autoren für Gesang und Klavierbegleitung, Lieder von Ferenc Farkas, Jenő Ádám, Rudolf Maros, István Sárközy, Rezső Sugár, György Ránki,  Lajos Bárdos, Mihály Hajdú, herausgegeben von Jenő Ádám, Zeneműkiadó, Budapest OCLC 909400519 Lieder von Jenő Ádám: Erdő nincsen zöld ág nélkül... und Kimentem a selyemrétre kaszálni
- Tulipán, fünfundneunzig ungarische unbegleitete Volkslieder, herausgegeben von Jenő Ádám,  Zeneműkiadó, Budapest
- A dal mesterei [Die Meister des Liedes].
  - Band I: Werke für alle Stimmgattungen alter italienischer, französischer, deutscher Meister sowie von Joseph Haydn und Wolfgang Amadeus Mozart, herausgegeben von Jenő Ádám, Editio Musica, Budapest, 1956 OCLC 1039060417
  - Band II: Werke für alle Stimmgattungen alter englischer Meister sowie von Beethoven, Weber, Schubert und Mendelssohn, herausgegeben von Jenő Ádám, Editio Musica, Budapest, 1956 OCLC 1033743578
  - Band III: Werke für alle Stimmgattungen von Brahms, Cornelius, Franz etc., herausgegeben von Jenő Ádám, Editio Musica, Budapest, 1957 OCLC 1039011051
  - Band IV: Alte italienische, französische, englische und deutsche Meister für hohe Stimme, herausgegeben von Jenő Ádám, Editio Musica, Budapest, 1959 OCLC 780980232
  - Band V: Alte italienische, französische, englische und deutsche Meister für mittlere Stimme, herausgegeben von Jenő Ádám, Editio Musica, Budapest, 1960 OCLC 780947347
  - Band VI: Alte italienische, französische, englische und deutsche Meister für tiefe Stimme, herausgegeben von Jenő Ádám, Editio Musica, Budapest, 1961 OCLC 716005584
  - Band VIIa: Werke von Mozart, Beethoven, Mendelssohn und Schumann für hohe Stimme, herausgegeben von Jenő Ádám, Editio Musica, Budapest, 1965 OCLC 40352507
  - Band VIIb: Werke von Schubert für hohe Stimme, herausgegeben von Jenő Ádám, Editio Musica, Budapest, 1965 OCLC 997412133
  - Band VIIc: Werke von Brahms, Franz, Grieg, Tschaikowsky und Rimskij-Korsakow für hohe Stimme, herausgegeben von Jenő Ádám, Editio Musica, Budapest, 1965 OCLC 780980458

### Musikwissenschaftliche Literatur
- A skálától a szimfóniáig [Von der Tonleiter zur Sinfonie], Turul, Budapest, 1943 OCLC 909241636
- Módszeres Énektanitás A relative szolmizáció alapján [Methodisches Singen auf Basis der Solmisation], Turul, Budapest, 1944 OCLC 1081881979
- A muzsikáról [Über Musik] Grundlagen der Musik, Zeneműkiadó, Budapest, 1954 OCLC 914747400

### Weitere musikalische Kompositionen
- Streichquartett Nr. 1, Editio Musica, Budapest, 1962 OCLC 1036439253